# ワンダーリング・スピリット
『ワンダーリング・スピリット』（Wandering Spirit）は、ミック・ジャガーが1993年に発表した3作目のソロ・アルバム。

## 解説
アトランティック・レコードと新たにソロ契約を交わして発表されたアルバム。これに伴い、ジャガーの前2作のソロ・アルバムも同社から再発されることとなる。
リック・ルービンとの共同プロデュース体制で制作された。レッド・ホット・チリ・ペッパーズのフリーが3曲に参加し、そのうち「ユーズ・ミー」（ビル・ウィザースのカヴァー）ではレニー・クラヴィッツがジャガーとデュエットしている。先行シングル「スウィート・シング」は全英24位、全米84位に達した。
本作制作中に録音されたアウトテイク「チャームド・ライフ」は、後にリミックスを施されてベスト・アルバム『ヴェリー・ベスト・オブ・ミック・ジャガー』（2007年）で発表された。

## 収録曲
特記なき楽曲はミック・ジャガー作詞・作曲。
1. ワイアード・オール・ナイト - "Wired All Night" - 4:05
2. スウィート・シング - "Sweet Thing" - 4:19
3. アウト・オブ・フォーカス - "Out of Focus" - 4:36
4. ドント・テア・ミー・アップ - "Don't Tear Me Up" - 4:11
5. プット・ミー・イン・ザ・トラッシュ - "Put Me in the Trash" (Mick Jagger, Jimmy Ripp) - 3:35
6. ユーズ・ミー - "Use Me" (Bill Withers) - 4:28
7. イヴニング・ガウン - "Evening Gown" - 3:33
8. マザー・オブ・ア・マン - "Mother of a Man" - 4:18
9. シンク - "Think" (Lowman Pauling) - 2:59
10. ワンダーリング・スピリット - "Wandering Spirit" (M. Jagger, J. Ripp) - 4:18
11. ハング・オン・トゥ・ミー・トゥナイト - "Hang on to Me Tonight" - 4:37
12. アイヴ・ビーン・ロンリー・フォー・ソー・ロング - "I've Been Lonely for So Long" (Posie Knight, Jerry Weaver) - 3:29
13. エンジェル・イン・マイ・ハート - "Angel in My Heart" - 3:24
14. ハンサム・モリー - "Handsome Molly" (Traditional) - 2:06

## 参加ミュージシャン
- ミック・ジャガー - ボーカル、ギター、クラヴィネット、ハーモニカ、パーカッション
- ジミー・リップ - ギター、パーカッション
- ブレンダン・オブライエン - ギター
- フランク・シムズ - ギター
- ジェイ・ディー・マネス - スティール・ギター
- ジョン・ピアース - ベース
- ダグ・ウィンビッシュ - ベース(on 2.)
- フリー - ベース(on 3. 6. 12.)
- カート・ビスケラ - ドラムス
- ジム・ケルトナー - ドラムス(on 7.)
- ビリー・プレストン - ピアノ、オルガン、クラヴィネット
- ベンモント・テンチ - ピアノ、オルガン
- デヴィッド・ビアンコ - シンセサイザー
- マット・クリフォード - ハープシコード
- コートニー・パイン - サックス
- レニー・クラヴィッツ - ボーカル(on 6.)
- Jean McClain - バッキング・ボーカル
- Jeff Pescetto - バッキング・ボーカル
- リン・デイヴィス - バッキング・ボーカル
- Sweet Singing Cava-Leers - バッキング・ボーカル